# Paul Harris (illusionist)
Paul Harris är en amerikansk uppfinnare, trollkarl och författare.
Han har uppfunnit många trolleritrick, bland annat: Linking playing cards", "Bizarre twist", "a solid deck", trick där ett kort först söndertrasas för att sedan återskapas, mynt materialisering av speglar och ett kort som tycks vända nittio grader.
Magic magazine konstaterar att "the feats of astonishments that Paul creates and teaches are in the repertoires of a multitude of working pros". 
Harris har uppträtt vid Dunes Hotel och på andra kända platser på Las Vegas Strip och jobbade som teknisk rådgivare för David Blaine's Magic Man and Street Magic som var ett tv-program.
2007 vann hans LadyBug" 3:e plats i The Magic Woods Awards för bästa trick 2007.